# Curso de Engenharia Automotiva da UFSC Joinville

## Engenharia Automotiva (UFSC Joinville)
Engenharia Automotiva é um curso de graduação gratuito da Universidade Federal de Santa Catarina (UFSC), oferecido no Campus Joinville, voltado à formação de engenheiros para o setor automotivo. Iniciado em 2009, o curso de bacharelado tem duração de cinco anos (dez semestres), com ingresso de 25 alunos por semestre .
O ingresso no curso ocorre por meio do vestibular, com 35 vagas anuais, e pelo SISU, com 15 vagas anuais . Após a classificação, os 25 primeiros candidatos são chamados para o primeiro semestre, e os outros 25 para o segundo semestre. Outra forma de ingresso é por meio do edital de transferências e retornos. Nele, estudantes já matriculados em outras instituições de ensino superior podem solicitar transferência para o curso, e aqueles que já possuem diploma universitário podem solicitar o reingresso como estudantes do curso. A UFSC publica, a cada semestre, o edital com o número de vagas disponível para cada categoria.
A primeira turma graduou-se em 2014 e, desde então, dezenas de profissionais formados têm atuado em empresas e indústrias dos setores automotivo e mecânico, ou seguido na carreira acadêmica, cursando a pós-graduação em programas de mestrado e doutorado no Brasil e no exterior. As possíveis áreas de atuação do engenheiro automotivo concentram-se principalmente no desenvolvimento de projetos nas empresas; como engenheiro de teste e de instrumentação em laboratórios e campos de provas da indústria, testando veículos protótipos antes do lançamento; atuando na certificação e homologação de fornecedores para montadoras e sistemistas; nas plantas produtivas, especificando máquinas e equipamentos de produção; e na gestão de equipes de trabalho, entre outras atividades .

### Histórico
O campus da UFSC em Joinville foi inaugurado em 2009 , com foco em sistemas de transporte e mobilidade, incluindo a área automotiva. Nesse mesmo ano, tiveram início as atividades do curso de Engenharia Automotiva, formalmente criado pela Resolução nº 09/CGRAD/2012, de 18 de julho de 2012. O curso obteve reconhecimento oficial pelo Ministério da Educação (MEC) em dezembro de 2015, por meio da Portaria nº 1.027, e teve seu reconhecimento renovado em 2018, pela Portaria nº 921.

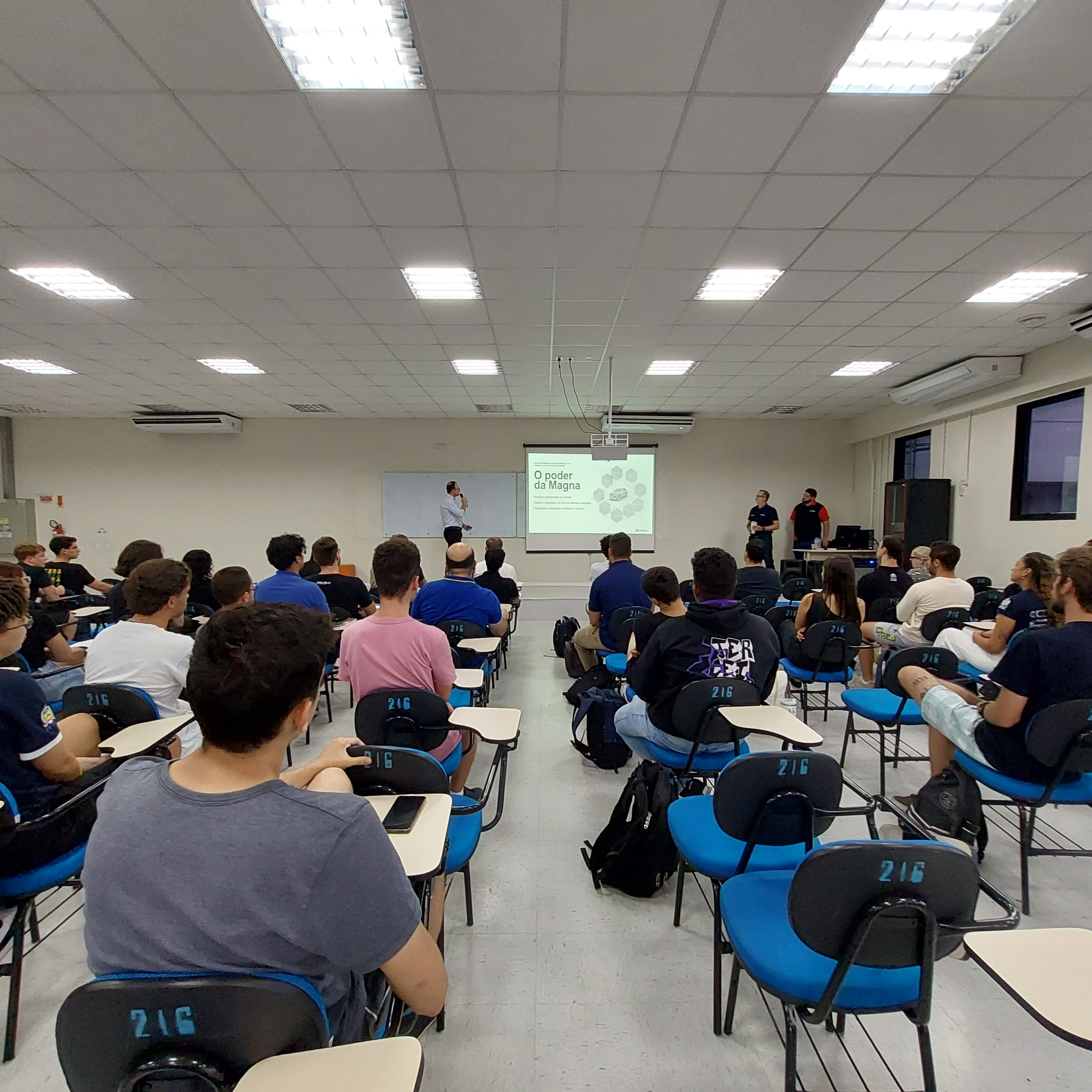
Apresentação de empresa automotiva na UFSC Joinville.

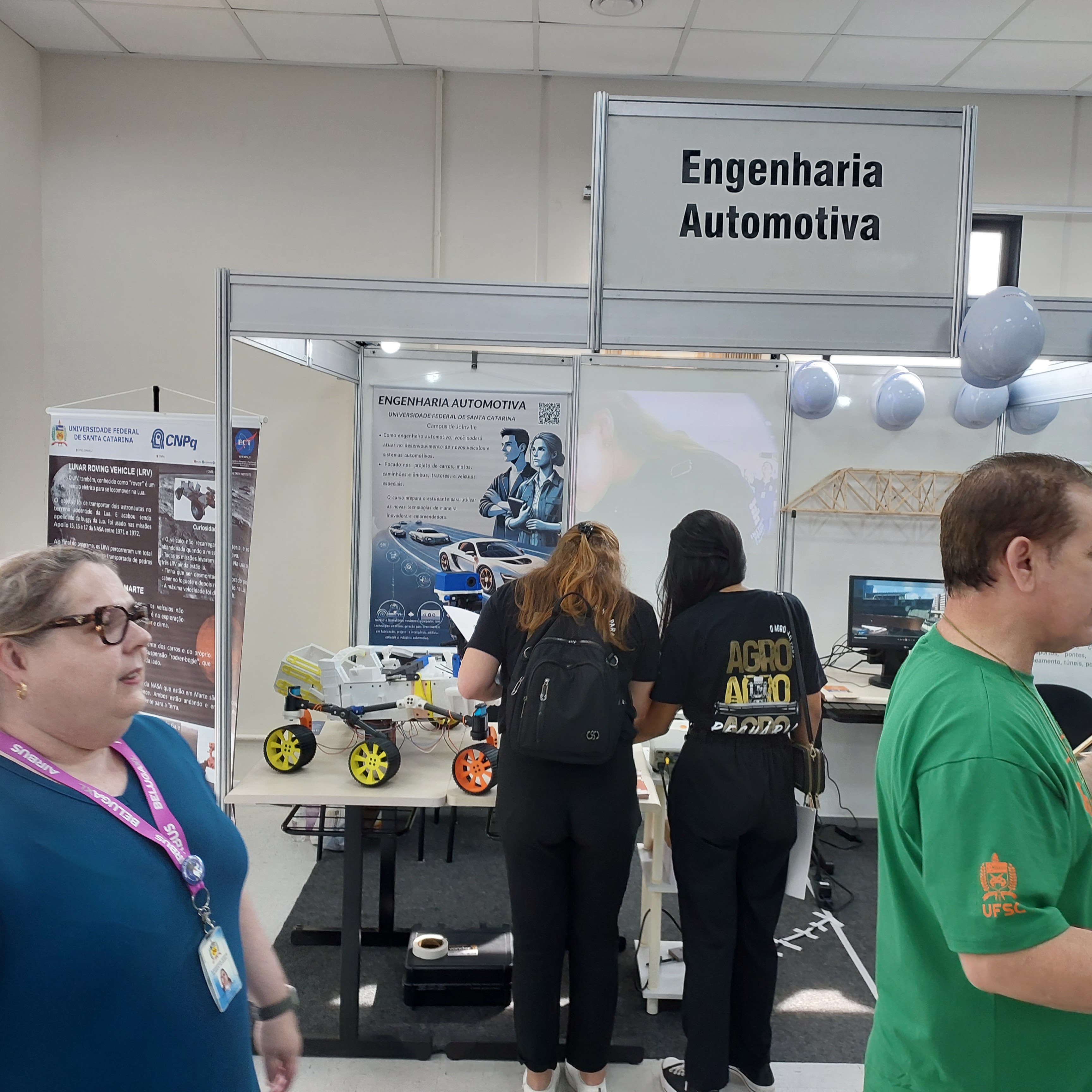
Feira de cursos na UFSC Joinville (Engenharia Automotiva).

As aulas do curso, inicialmente, foram ministradas em um local adaptado na Zona Industrial Norte de Joinville, de 2009 a 2011. Posteriormente, passaram a ser ofertadas no bairro Santo Antônio, em um conjunto de cinco prédios alugados, próximo ao Terminal Norte. Nesses prédios foram implantados os primeiros laboratórios do curso, como o Laboratório de Sistemas Veiculares e o Laboratório de Motores de Combustão. Desde 2018, o curso está instalado no interior do Perini Business Park, um condomínio industrial localizado na zona norte da cidade.

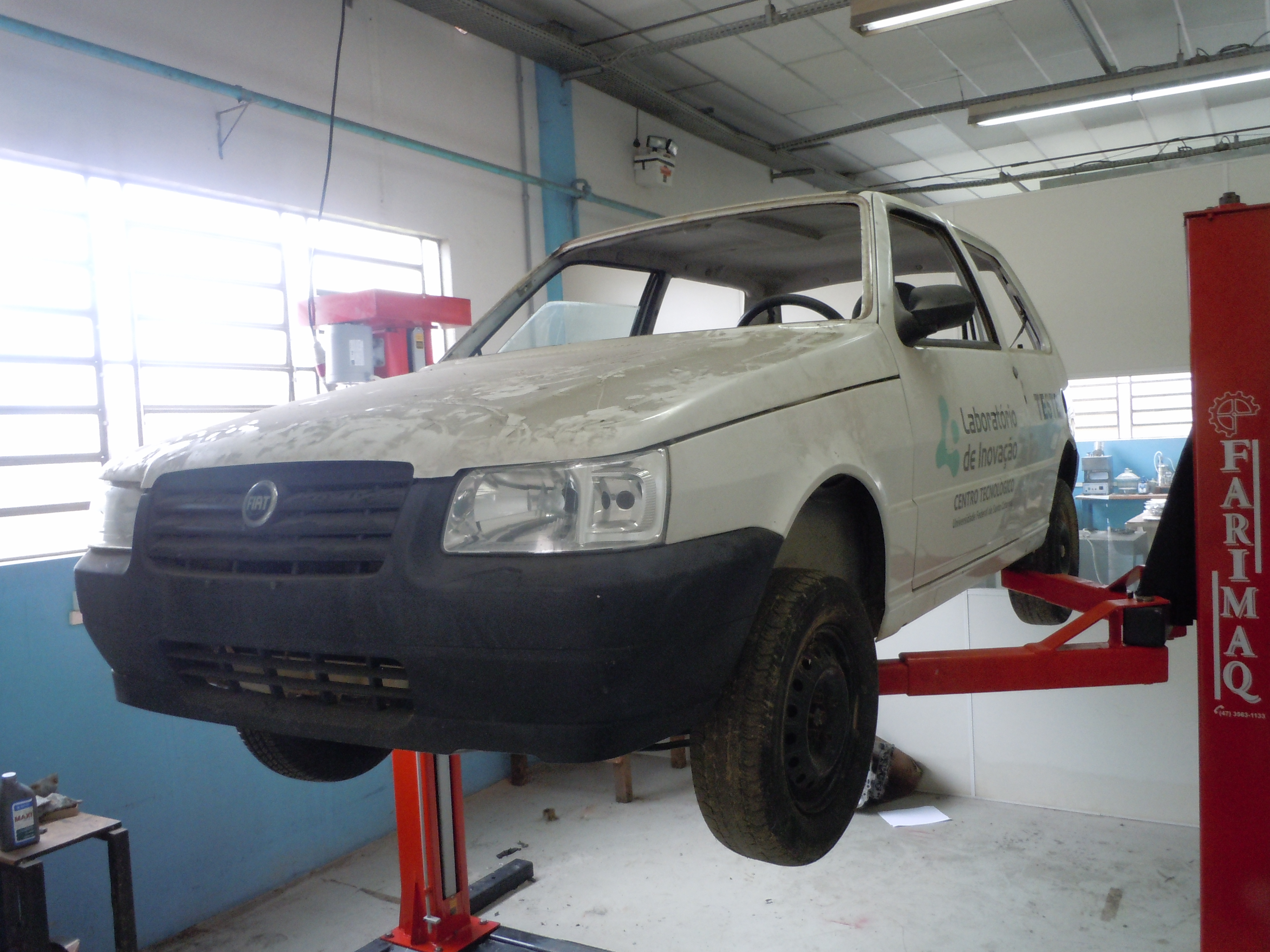
Ambiente do Laboratório de Sistemas Veiculares (LSV) em 2015.
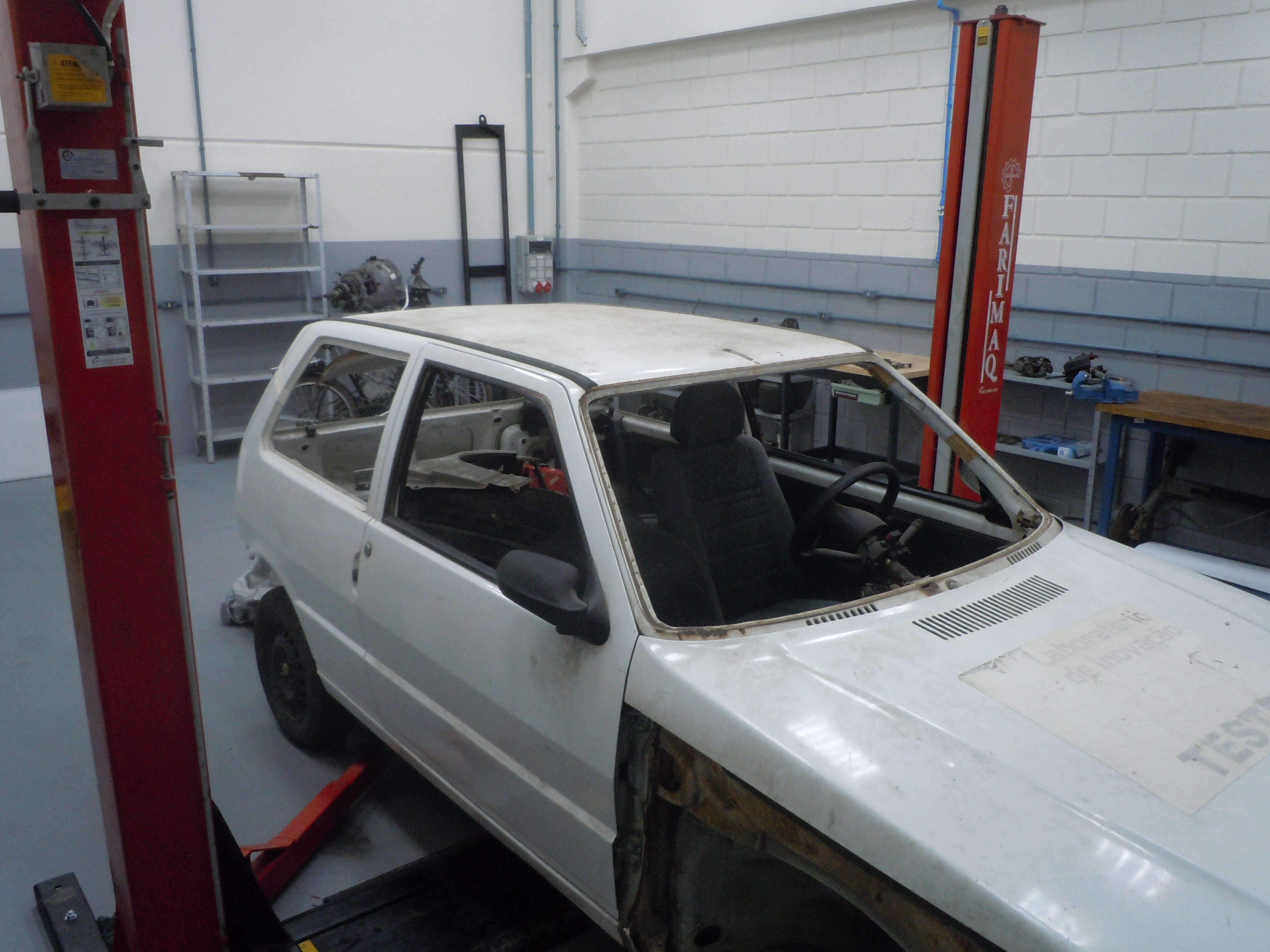
Ambiente atual do LSV no Perini Business Park.
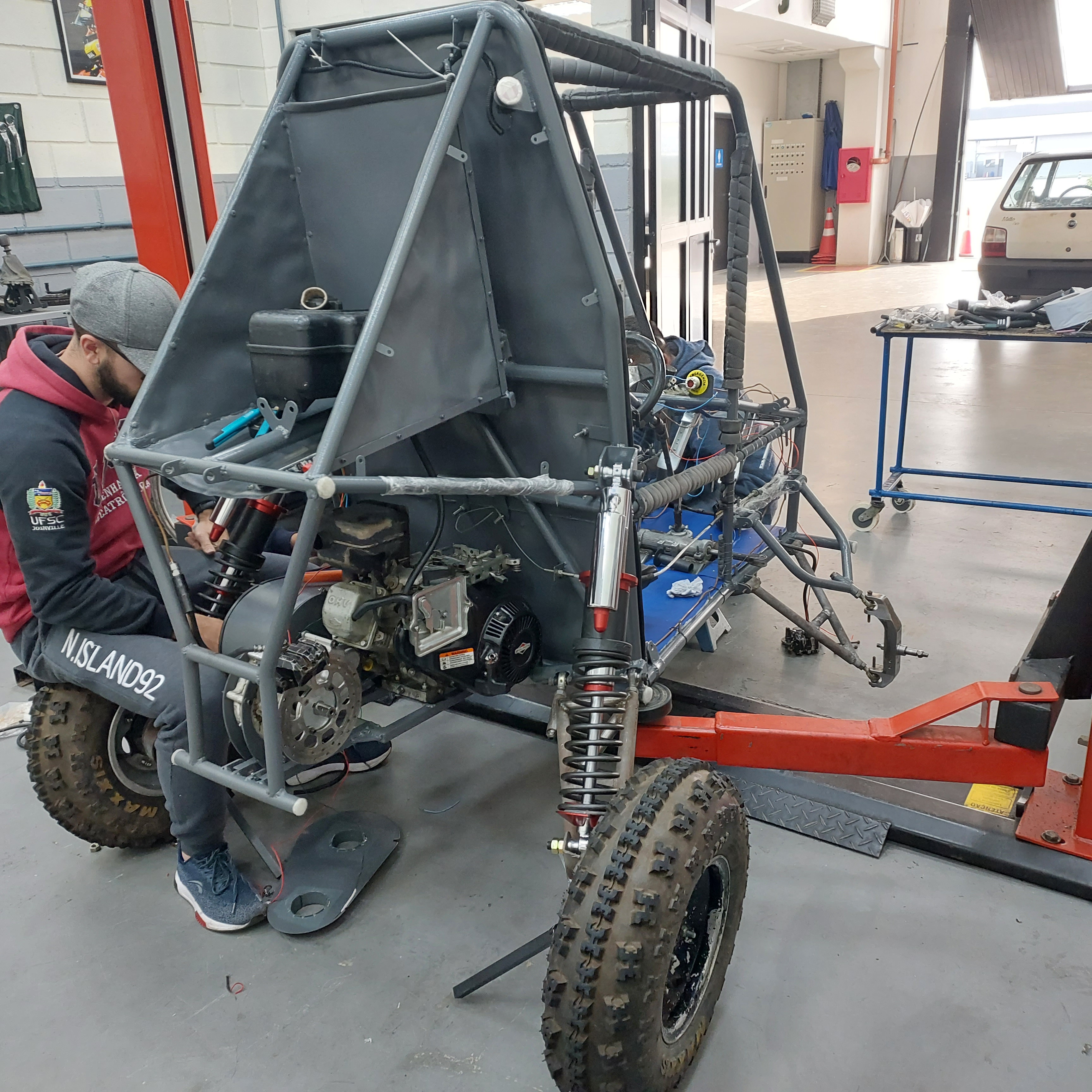
Montagem do veículo Baja no LSV.

Em 2019, o curso foi avaliado com quatro estrelas no Guia da Faculdade, do jornal O Estado de S. Paulo, e passou a receber cinco estrelas a partir da edição de 2022 .

### Sobre o curso
A Engenharia Automotiva é uma ciência aplicada que integra conhecimentos de engenharia mecânica, elétrica e engenharia de segurança no projeto, na manufatura e na operação de veículos automotores — como automóveis, motocicletas, ônibus, tratores, caminhões, entre outros — e de seus sistemas funcionais. No curso da UFSC Joinville, os alunos aprendem os fundamentos dessas áreas da engenharia e os aplicam especificamente ao desenvolvimento de veículos automotores. O currículo abrange temas como projeto estrutural de chassis, sistemas de freios, suspensão e direção, transmissão de potência ( transmissão e diferencial), motores de combustão interna e motor elétrico, combustíveis alternativos e eficiência energética veicular. Além disso, o projeto pedagógico do curso inclui disciplinas transversais de programação de computadores, impactos ambientais, economia, empreendedorismo e inovação.
O curso é ofertado em regime presencial diurno e inclui, além das disciplinas técnicas, atividades complementares extracurriculares e projetos de extensão universitária. O diploma de Engenheiro Automotivo pela UFSC Joinville possui reconhecimento internacional. Na Alemanha, por exemplo, o título é considerado equivalente ao de Fahrzeugingenieur (engenheiro automotivo) no banco de dados Anabin (status H+), o que permite aos egressos solicitar a equivalência do diploma naquele país.
Os estudantes participam em atividades de projetos de competição tecnológica organizados por entidades como a SAE Brasil (Fórmula SAE) e a Shell Eco-marathon. As principais equipes estudantis do campus incluem:

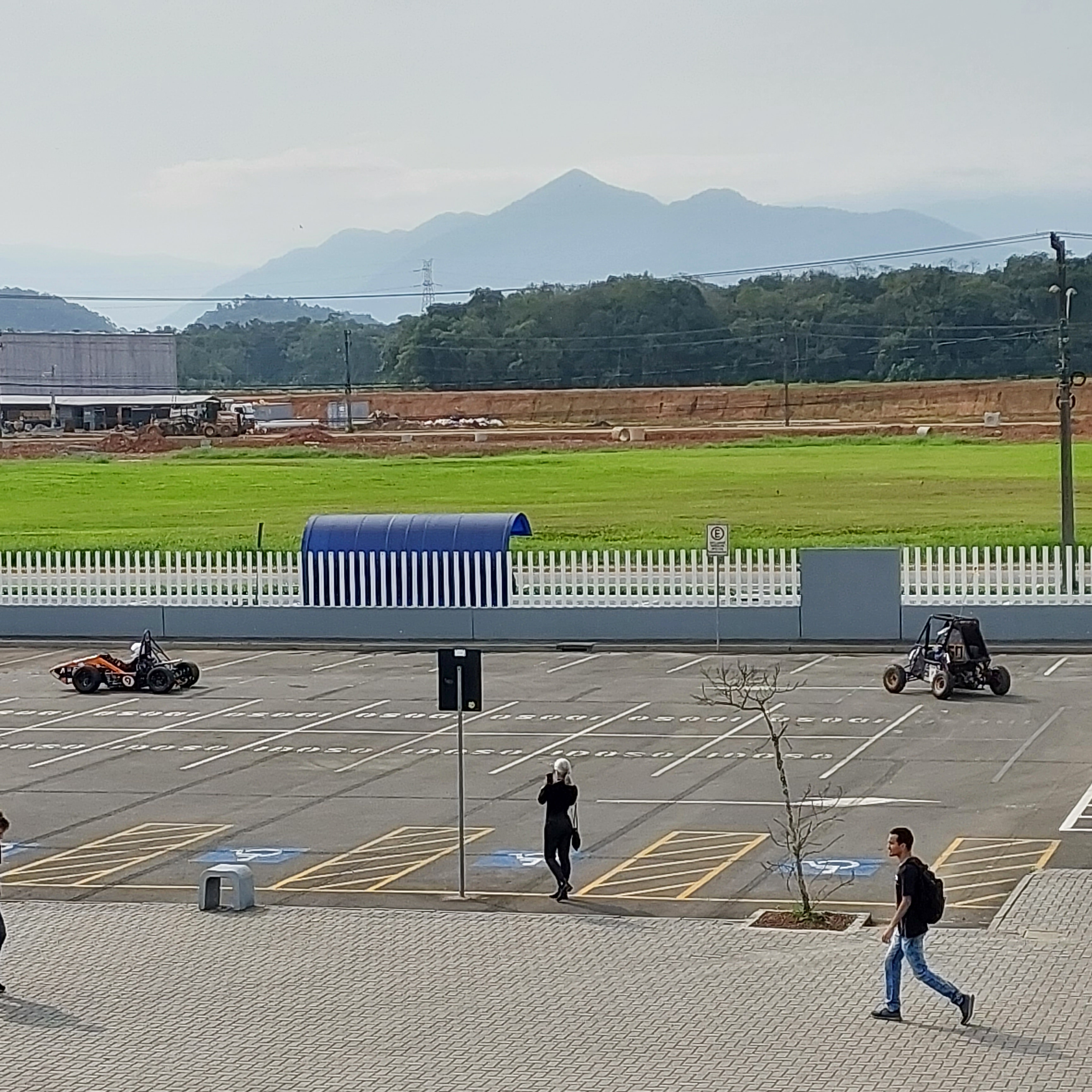
Veículos Baja e Formula do curso da Engenharia Automotiva.

- Fórmula CEM, que projeta e constrói protótipos de carros de corrida do tipo Fórmula SAE. A equipe compete desde 2014 e, em 2024, conquistou o primeiro lugar na categoria de eficiência energética na Fórmula SAE Brasil.

- Baja CEM, dedicada ao desenvolvimento de veículos off-road de alto desempenho, participa anualmente da competição Baja SAE Brasil, com foco em robustez, segurança e capacidade de tração em terrenos acidentados[9].

- Eficem CEM, especializada em veículos de alta eficiência, participa da competição internacional promovida pela Shell, com o objetivo de desenvolver veículos capazes de percorrer a maior distância possível com o menor consumo de energia.

Essas iniciativas permitem aos alunos aplicar os conhecimentos adquiridos em sala de aula em projetos práticos e multidisciplinares, fortalecendo sua formação e ampliando suas oportunidades de inserção no mercado de trabalho.

### Infraestrutura
A Engenharia Automotiva da UFSC está instalada no campus do Centro Tecnológico de Joinville (CTJ). Esse ambiente, localizado no interior do parque industrial Perini Business Park, encontra-se próximo a diversas indústrias e grandes empresas de Santa Catarina. Ao lado do campus está também o Ágora Tech Park, voltado ao ecossistema de empreendedorismo e inovação. Essa estrutura favorece a formação prática dos alunos, especialmente em atividades como estágios e iniciação científica.

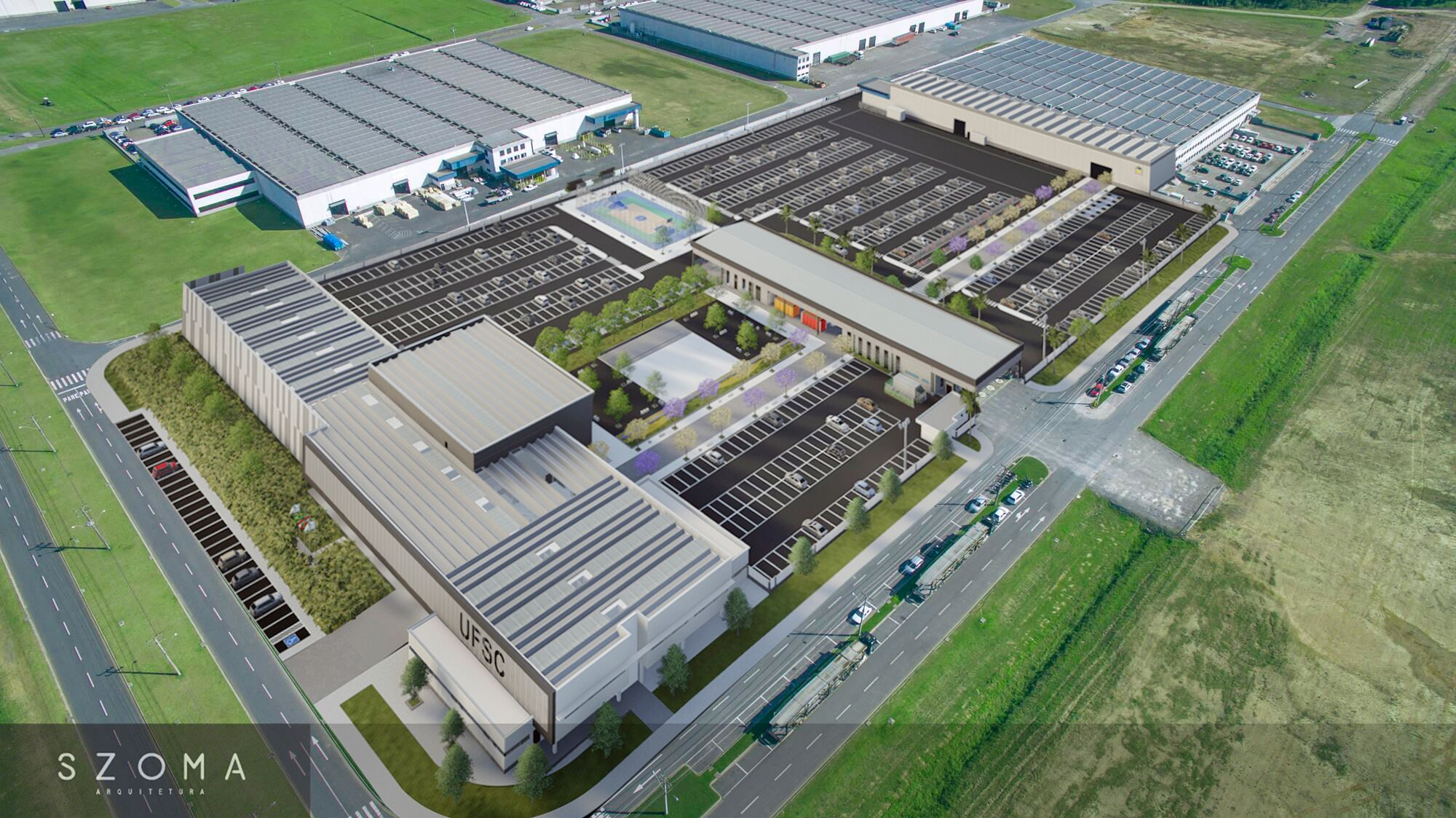
Campus de Joinville no Perini Business Park.

O curso conta com ampla infraestrutura de laboratórios no Centro Tecnológico de Joinville (CTJ), utilizados tanto nas disciplinas de ensino — para simular testes e ensaios comuns da engenharia automotiva — quanto em projetos de pesquisa em parceria com a indústria e em atividades de extensão universitária junto à sociedade. Nesses ambientes, os estudantes participam do desenvolvimento de novas técnicas e produtos inovadores na área da engenharia automotiva. Esses laboratórios abrangem uma variedade de temas e proporcionam experiências práticas com ferramentas de engenharia. Dentre os principais espaços disponíveis, destacam-se:
- Laboratório de Integração de Software e Hardware (LISHA)[12]
- Laboratório de Automação e Sistemas de Controle (LASC)[13]
- Grupo de Pesquisa em CAM (GPCAM)[14]
- Laboratório de Combustão e Catálise Aplicada (LAC)[15]
- Laboratório de Sistemas Veiculares (LSV)[16]
- Laboratório de Sistemas Embarcados (LSE)[17]
- Laboratório de Caracterização de Materiais (LaCMa)[18]
- Laboratório de Tecnologia da Soldagem (LTS)[19]
- Laboratório de Refrigeração Veicular (ReVe)[20]
- Laboratórios de Metrologia e Qualidade Industrial[21]
- Laboratório de Motores de Combustão Interna (LABMCI)[22]

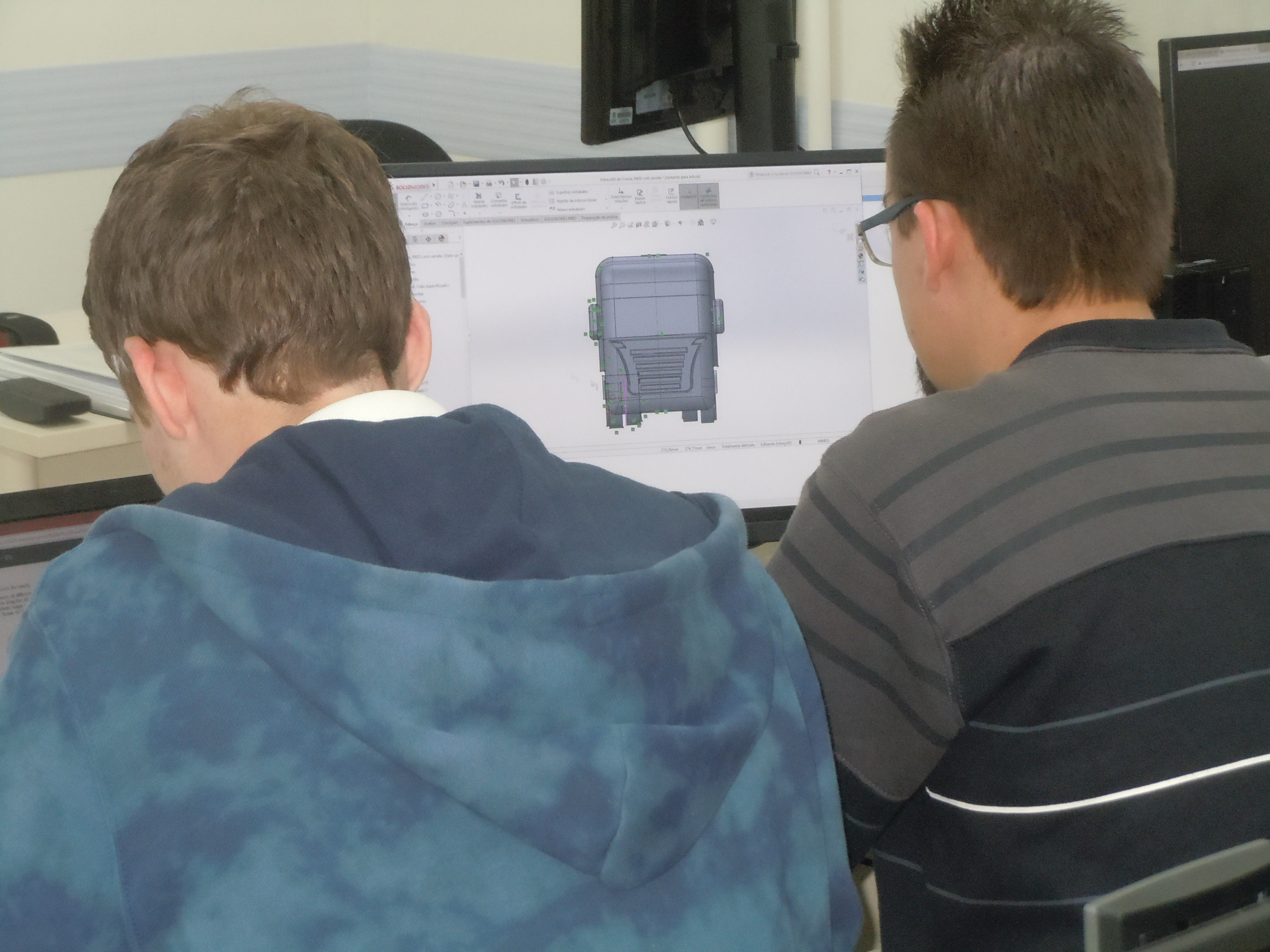
Desenvolvimento de projeto de veículo pelos estudantes da Engenharia Automotiva.

Além dos laboratórios de prática experimental, o curso conta com laboratórios de informática e com programas de computador utilizados como ferramentas na indústria, como os softwares de CAD e de elementos finitos.

### Corpo docente
O curso de Engenharia Automotiva da UFSC Joinville conta com professores doutores de diversas especializações da engenharia, da administração e das áreas de formação básica, como matemática, física, química, economia e biologia. Atualmente, cerca de 100 professores atuam nas disciplinas dos oito cursos do CTJ, incluindo a Engenharia Automotiva.

### Parcerias e cooperação
A Engenharia Automotiva da UFSC Joinville mantém diversas parcerias com a indústria por meio do programa federal Rota 2030 – Mobilidade e Logística. Essas colaborações envolvem projetos de pesquisa financiados pela FINEP e pela Fundep, que somam mais de R$15 milhões com a participação de montadoras e fornecedoras como Renault, BMW, General Motors, Toyota, Peugeot-Citroën, Fras-le e empresas de ferramentaria. Os temas de estudo estão associados ao desenvolvimento de novos produtos e à melhoria dos processos produtivos da cadeia da indústria automotiva.
No plano internacional, destaca-se o convênio com a Technische Hochschule Ingolstadt (THI), na Alemanha, e com universidades na França, por meio do programa Brafitec. Essa cooperação inclui intercâmbio de estudantes e docentes, além de projetos de pesquisa conjuntos.

### Egressos
A primeira turma formou-se em 2014, com cinco estudantes. Desde então, os egressos da Engenharia Automotiva têm se inserido no mercado de trabalho em empresas montadoras de veículos, indústrias de autopeças e outros setores ligados à mobilidade e à engenharia mecânica. Também há ex-alunos envolvidos em pesquisas acadêmicas e em programas de pós-graduação no Brasil e no exterior, como na Alemanha e nos Estados Unidos.
O egresso recebe, pelo Conselho Regional de Engenharia e Agronomia (CREA), o título de Engenheiro Automotivo (código 131-13-00).